# Katharina Germo
Katharina Germo (geboren 1991 in Halle) ist eine deutsche Dramaturgin, Theater- und Festivalleiterin. In einer Doppelspitze mit Juliane Hahn übernimmt sie ab 2026 die Leitung des Kunstfestes Weimar.

## Leben und Karriere
Katharina Germo studierte Kulturwissenschaften und ästhetische Praxis an der Universität Hildesheim und Dramaturgie an der Zürcher Hochschule der Künste. Von 2016 bis 2022 arbeitete sie als Dramaturgin am Kulturzentrum ROXY Birsfelden in der Schweiz unter der Intendanz von Sven Heier. 2020 und 2022 war sie im Team der Programmgruppe des Theaterfestivals Basel. Im Jahr 2023 betreute sie freie Theatergruppen als Dramaturgin, so etwa die Produktion Agility of Fear der Tänzerin Natascha Moschini, und war Mentorin der Kurzstückplattform Inkubator 2023 am Fabriktheater Zürich. Ab August 2023 gehörte sie dem Leitungsteam des Zürcher Fabriktheaters an. Seit 2024 ist sie Mitglied des Fachausschusses Darstellende Künste des Kantons Basel-Stadt, der über die Vergabe von Fördergeldern an freie Produktionen entscheidet.
Zusammen mit Juliane Hahn ist sie die designierte Leiterin des Kunstfestes Weimar ab 2026. Sie treten die Nachfolge des bisherigen künstlerischen Leiters Rolf C. Hemke an.